# ريك لابوينت
ريك لابوينت هو لاعب هوكي الجليد كندي، ولد في 2 أغسطس 1955 في فيكتوريا في كندا، وتوفي في 17 أكتوبر 1999 بسبب نوبة قلبية.

## وصلات خارجية
- ريك لابوينت على موقع دوري الهوكي الوطني (الإنجليزية)
- ريك لابوينت على موقع قاعة مشاهير الهوكي (لاعب أن.إتش.أل) (الإنجليزية)
- ريك لابوينت على موقع EliteProspects.com (الإنجليزية)
- ريك لابوينت على موقع HockeyDB.com (الإنجليزية)
- ريك لابوينت على موقع Hockey-Reference.com (الإنجليزية)